# San Luis Esperanza
San Luis Esperanza är en ort i Mexiko.   Den ligger i kommunen Chichiquila och delstaten Puebla, i den sydöstra delen av landet, 220 km öster om huvudstaden Mexico City. San Luis Esperanza ligger 1 720 meter över havet och antalet invånare är 245.
Terrängen runt San Luis Esperanza är huvudsakligen kuperad, men norrut är den bergig. Terrängen runt San Luis Esperanza sluttar österut. Runt San Luis Esperanza är det ganska tätbefolkat, med 214 invånare per kvadratkilometer. Närmaste större samhälle är Huatusco de Chicuellar, 11,5 km sydost om San Luis Esperanza. I omgivningarna runt San Luis Esperanza växer huvudsakligen savannskog.